# Со Джэпхиль
Со Джэпхи́ль (кор. 서재필, ханча 徐載弼, род. 7 января 1864 — 5 января 1951) — корейский журналист, просветитель и политик, один из первых идеологов движения за независимость Кореи в годы японской оккупации и первый натурализованный гражданин США корейского происхождения. В 1977 году награждён (посмертно) орденом «За заслуги в создании государства» Республики Корея.

## Биография
Родился в Посоне в семье местного чиновника, воспитан был одним из своих старших родственников в Сеуле. Экзамен на право занять должность государственного служащего (кваго) он сдал до достижения им 18 лет, став самым молодым корейцем в истории, успешно сдавшим его. В 1882 году стал младшим чиновником, а в следующем году был отправлен на обучение в Японию. В 1884 году принял участие в попытке государственного переворота; после вмешательства китайских войск был арестован, обвинён в измене, потерял всю свою семью и был вынужден покинуть Корею, чтобы спасти свою жизнь. Он бежал в США, где стал журналистом, а в 1890 году стал первым корейцем, получившим американское гражданство. В США он начал изучать медицину в университете Джорджа Вашингтона и в 1892 году стал первым корейцем, получившим американский диплом врача. В 1894 году женился на Мюриэль Армстронг, племяннице бывшего президента США Джеймса Бьюкенена.
После поражения Китая в Японо-китайской войне 1894—1895 годов получил прощение от корейского правительства и право вернуться на родину. Возвратившись, развернул активную просветительскую деятельность, в частности, основав газету «Тоннип синмун» («Газета независимости», 독립신문) — первую газету почти полностью на хангыле, которая была ориентирована на аудиторию из представителей низших классов и женщин; сам активно писал для этой газеты, в своих статьях отстаивая необходимость защиты независимости Корейской империи от иностранных государств и подчёркивая важность модернизации промышленности, развития здравоохранения и образования. Со Джэпхиль призывал к радикальной переоценке ценностей, строительству новой культуры на протестантских, западных основаниях. Также основал общественную организацию «Тоннип хёпхве» («Общество независимости» или «Клуб независимости»), однако его враги из числа консерваторов сумели убедить правительство в том, что Со хочет заменить монархию республикой. В итоге правительство вынудило его вновь уехать в США, после чего распустило «клуб», арестовав 17 его членов, одним из которых был Ли Сынман.
Вернувшись в США, стал учёным-медиком в Пенсильванском университете, а позже успешно занимался издательской деятельностью в Филадельфии. Когда узнал о появлении Движения 1 марта в 1919 году, то созвал «Первый корейский конгресс», который проходил в течение трёх дней в Филадельфии, а затем развернул деятельность по поддержке идеи восстановления независимости Кореи, создав «Корейское информационное бюро», «Лигу друзей Кореи» с отделениями в 26 городах и политический журнал «Корея», для которого писал статьи в поддержку независимости, информируя американскую общественность о положении дел в оккупированной стране. Всё это потребовало от него огромной энергии и столь же больших финансовых затрат. В 1924 году он окончательно разорился и был вынужден вновь пойти работать врачом, чтобы заработать себе на жизнь. Чтобы обновить свои медицинские знания, он в возрасте 62 лет вновь стал студентом Пенсильванского университета, а затем опубликовал пять научных работ в медицинских журналах, специализирующихся на патологии. Во время Второй мировой войны он добровольно служил в управлении медицинской экспертизы.
После поражения Японии во Второй мировой войне и освобождения Кореи вернулся на родину в третий раз: американская оккупационная администрация на юге страны пригласила его в качестве главного советника. Поначалу вновь развернул активную деятельность и даже собирался баллотироваться в президенты страны, но затем отказался от этой идеи. Со Джэпхиль являлся безусловным сторонником восстановления корейского единства, но непростые отношения с президентом Ли Сынманом вынудили его в 1948 году вновь уехать в США. Умер в 1951 году, за два дня до своего 87-го дня рождения.
Похоронен на Сеульском национальном кладбище.